# يوري ريبيرو
يوري ريبيرو (بالبرتغالية: Yuri Ribeiro) (24 يناير 1997 في البرتغال - ) هو لاعب كرة قدم برتغالي في مركز الدفاع. شارك مع منتخب البرتغال تحت 16 سنة لكرة القدم ومنتخب البرتغال تحت 17 سنة لكرة القدم ومنتخب البرتغال تحت 18 سنة لكرة القدم ومنتخب البرتغال تحت 19 سنة لكرة القدم. أما مع النوادي، فقد لعب مع نادي بنفيكا بي ‏.

## وصلات خارجية
- يوري ريبيرو على موقع الاتحاد الدولي (مؤرشف)  (الإنجليزية)
- يوري ريبيرو على موقع الاتحاد الأوربي (الإنجليزية)
- يوري ريبيرو على موقع قاعدة بيانات كرة القدم.إي يو (الإنجليزية)
- يوري ريبيرو على موقع ليكيب (الفرنسية)
- يوري ريبيرو على موقع Soccerbase.com (لاعب) (الإنجليزية)
- يوري ريبيرو على موقع Soccerway.com (الإنجليزية)
- يوري ريبيرو على موقع عالم كرة القدم.نت (الإنجليزية)